# تجمع وادي خباية (تريم)

تعديل مصدري - تعديل

تجمع وادي خباية هي إحدى قرى عزلة تريم بمديرية تريم التابعة لمحافظة حضرموت، بلغ تعداد سكانها 42 نسمة حسب تعداد اليمن لعام 2004.